# 布氏銀光魚
布氏銀光鱼（学名：Argyripnus brocki）为輻鰭魚綱巨口魚目褶胸鱼科的其中一種。分布於印度太平洋區，包括印尼及夏威夷群島海域，屬深海魚類，棲息深度180-380公尺，體長可達8.9公分。

## 扩展阅读
維基物種上的相關：布氏銀光魚